# Chiesa di Santo Stefano (Quartu Sant'Elena)
La chiesa di Santo Stefano protomartire, moderno edificio di concezione innovativa e "significativa opera di Francesco Berarducci", si trova nell'omonimo quartiere alla periferia occidentale di Quartu Sant'Elena, in via Pierluigi da Palestrina.

## Storia
L'intitolazione a santo Stefano, primo martire della cristianità, riprende quella di un'antica chiesetta rurale che ancora alla fine dell'Ottocento sopravviveva nel rione, seppur cadente e abbandonata da oltre un secolo; oggi non ne rimane traccia se non per un simulacro ligneo secentesco del santo conservato nella chiesa di Santa Maria di Cepola. La parrocchia di Santo Stefano venne invece istituita il 31 ottobre 1967 dall'arcivescovo di Cagliari Paolo Botto per venire incontro alle esigenze spirituali di un quartiere in rapida crescita demografica che, come chiesa "provvisoria", utilizzò dapprima un rustico adattato di via Giuseppe Parini e poi, dal 1969, un apposito capannone nella stessa via. Solo nel 1987 venne inaugurata, benché non ancora ultimata, la chiesa vera e propria, realizzata su progetto dell'architetto romano Francesco Berarducci.
Conclusi i lavori di presbiterio, ambone e altare, nonché quelli interminabili per la sistemazione della piazza circostante, monsignor Antonio Tagliaferri, da 33 anni parroco e fondatore della comunità, il 31 ottobre 2000 poté finalmente vedere la "sua" chiesa ufficialmente dedicata a santo Stefano dall'arcivescovo di Cagliari Ottorino Pietro Alberti, con la consegna delle reliquie del patrono e dei compatroni (san Leopoldo Mandić, beata Antonia Mesina e beato Nicola da Gesturi).

## Descrizione
L'edificio, realizzato in cemento armato con linee compositive singolari e pareti senza intonaco di reminiscenza brutalista, da un lato si inserisce nell'ambiente con una "carica ascensionale di conquista" e con "l'intrigante metafora della gibbosità collinare", mentre dall'altro riprende i concetti di severa semplicità, praticità e facilità d'accesso della precedente chiesa-capannone. Già il sagrato risponde a questa esigenza di avvicinamento del pubblico e di accoglienza dei fedeli, anche se le attuali recinzioni e cancellate sono in netto contrasto con l'istanza partecipativa progettuale. La chiesa, a pianta circolare, è caratterizzata da due torri cilindriche che, all'esterno, dominano l'ampio terrazzo a belvedere del tetto, da cui si gode la vista panoramica del vicino stagno di Molentargius e da cui si può individuare il caratteristico profilo del quartiere storico del Castello di Cagliari.
La configurazione architettonica dell'interno poggia sul concetto liturgico della centralità dell'eucaristia con suggestioni e rimandi alla Chiesa dei primi secoli (architettura paleocristiana). La penombra che avvolge l'aula non solo induce al raccoglimento ma dà ancor maggior risalto al presbiterio illuminato, circolare e su una pedana rialzata, centro spaziale di tutta la struttura ad anfiteatro e perfettamente visibile da tutti i gradoni della cavea che discendono verso di esso. Da lì si innalzano le due colonne-torri che caratterizzano anche l'esterno: in quella di destra è collocato il tabernacolo dall'inusuale forma sferica (un richiamo al profilo dell'ostia eucaristica), evidenziato da un ampio oculo scavato nel cemento della colonna-torre; in quella di sinistra, invece, è collocato l'ambone. Al centro del presbiterio, e quindi dell'intero edificio, si trova l'altare quadrangolare in granito rosa di Villasalto. Degno di nota è anche il Crocifisso, accanto all'altare, opera in argento di Franco D'Aspro.
Caratteristica è l'assenza di statue e del tradizionale arredo di banchi con inginocchiatoio, schienale e seduta, sostituiti da file concentriche di semplici (ma scomode) panche di sapore indubbiamente moderno, ma anche un po' troppo "laico" e "spettacolare" secondo le aspre critiche piovute sui principi estetici e liturgici della costruzione, definita negativamente come "chiesa-anfiteatro" o "chiesa postconciliare". Tuttavia, nelle intenzioni di progettista e committenza, questo allestimento è stato studiato per favorire sia la partecipazione alle celebrazioni sia il contatto dei fedeli tra loro e per simboleggiare lo stretto rapporto di comunione e di carità che scaturisce dal sacramento eucaristico.